# 키스 미첼
키스 클러디어스 미첼(영어: Keith Claudius Mitchell, 1946년 11월 12일 ~ )는 그레나다의 정치인이다.
1971년에 서인도 제도 대학교에서 수학 및 화학 전공으로 이학 학사 학위를 받았으며, 1975년 미국의 하워드 대학교에서 석사 학위를 취득하였다. 1979년에는 수학과 통계학으로 아메리칸 대학교에서 박사 학위를 취득하였다.
1995년 6월 총선에서 승리한 이후 2008년까지 13년간 그레나다의 총리로 재직하였으며, 2008년부터 2013년까지 신국민당(NNP)의 당수로 활동하였다.
신국민당은 1999년 1월 총선, 2003년 11월 총선에 승리하여 재집권 하였으나 2008년 총선에서 국민민주의회당에 패배하여 정권을 이양하였다.
2013년 총선에서 신국민당의 승리로 총리로 재취임하였다.